# 15-й истребительный авиационный полк
15-й истребительный авиационный Оршанский Краснознамённый ордена Суворова полк имени Ф. Э. Дзержинского — воинская часть Вооружённых сил СССР в Великой Отечественной войне.

## История наименований полка
- 3-й корпусной авиационный отряд[1] (01.06.1914 г.);
- Авиаотряд красных военлётчиков[2] (01.04.1919 г.);
- 2-й истребительный дивизион[2] (01.10.1919 г.);
- Отдельная истребительная эскадрилья[2][3] (05.06.1921 г.);
- Отдельная истребительная эскадрилья имени Дзержинского[2][4] (03.07.1925 г.);
- 7-я отдельная авиаэскадрилья имени Дзержинского[2][5] (12.1926 г.);
- 106-я истребительная эскадрилья имени Дзержинского[2][6] (25.05.1935 г.);
- 15-й истребительный авиационный полк имени Ф. Э. Дзержинского[2][7] (02.06.1938 г.);
- 15-й истребительный авиационный Оршанский полк имени Дзержинского (06.07.1944 г.);
- 15-й истребительный авиационный Оршанский Краснознамённый полк имени Дзержинского (25.07.1944 г.);
- 15-й истребительный авиационный Оршанский Краснознамённый ордена Суворова полк имени Дзержинского (28.05.1945 г.);
- 899-й истребительный авиационный Оршанский Краснознамённый ордена Суворова полк имени Дзержинского (20.02.1949 г.);
- 899-й авиационный Оршанский Краснознамённый ордена Суворова полк истребителей-бомбардировщиков имени Дзержинского (01.07.1981 г.);
- 899-й штурмовой авиационный Оршанский Краснознамённый ордена Суворова полк имени Дзержинского (01.07.1993 г.);
- 899-й гвардейский штурмовой авиационный Оршанский дважды Краснознамённый ордена Суворова полк имени Дзержинского (01.05.1998 г.).

## История
Полк сформирован 2 июня 1938 года путём реорганизации 106-й истребительной авиационной эскадрильи им. Дзержинского (25.05.1935 г.), и имеет весьма долгую историю.
18 июня 1914 года в Лиде был сформирован 3-й корпусной авиационный отряд, который в апреле 1919 года был переформирован в Авиационный отряд красных военлётчиков, с октября 1919 года именуемый 2-м истребительным авиадивизионом. С июня 1921 года дивизион именуется как Отдельная истребительная авиаэскадрилья Отдельной воздушной эскадры, в июле 1925 года получает почётное звание и становится Отдельной истребительной авиаэскадрильей им. Дзержинского. С декабря 1926 года часть именуется как 7-я отдельная авиационная эскадрилья им. Дзержинского. 25 мая 1935 года эскадрилья получила номер 106.
Полк принимал участие в Польском походе РККА и Зимней войне. В декабре 1939 года 2-я эскадрилья полка убыла в распоряжение Северного флота, и послужила основой для создания истребительных ВВС флота.
В составе действующей армии во время ВОВ c 22 июня 1941 по 13 июля 1941, с 15 августа 1941 по 22 декабря 1941, с 9 июня 1942 по 25 августа 1942, с 4 сентября 1942 по 25 декабря 1942, с 19 апреля 1942 по 22 июня 1943, с 9 июля 1943 по 3 августа 1943, с 1 сентября 1943 по 12 мая 1944, с 22 июня 1944 по 9 сентября 1944 и с 21 ноября 1944 по 9 мая 1945 года.
На 22 июня 1941 года базировался в Алитусе, Поцунай, Венчай, имея в своём составе по данным исследования «Советская авиация в Великой Отечественной войне в цифрах (1941—1945 гг.)» 82 И-153 и И-15 бис, 62 МиГ-3, из исторического формуляра полка следует, что на вооружении находилось 61 МиГ-3, 15 И-153, 8 И-16.
Полк приступил к боевым действиям 22 июня 1941 года. Вечером 22 июня 1941 года перелетел на аэродром близ Митавы, где потерял 40 МиГ-3. Уже на 29 июня 1941 года в строю оставались лишь 6 самолётов Миг-3. Полк действовал в Прибалтике, перелетев на другие аэродромы, до 12 июля 1941 года, после чего отведён на переформирование в Рязань. 1 августа 1941 года переведён на 3-эскадрильный штат и имел в наличии 32 самолёта МиГ-3 и с 15 августа 1941 года действовал на Ленинградском фронте. 26 сентября 1941 года был оперативно подчинён 7-му истребительному авиационному корпусу ПВО, но вскоре сдал оставшиеся самолёты в 19-й истребительный авиационный полк и вновь отправился за новыми самолётами. Приняв самолёты вернулся обратно, базировался на аэродроме Левашово, на 12 декабря 1941 года насчитывал 10 исправных МиГ-3 при 5 пилотах. Вёл боевые действия под Ленинградом до 16 декабря 1941 года, так, 6 ноября 1941 года наносит удар по аэродрому Сиверская, прикрывая Пе-2 125-го бомбардировочного авиационного полка 22 декабря 1941 года отведён на переформирование в Чебоксары.

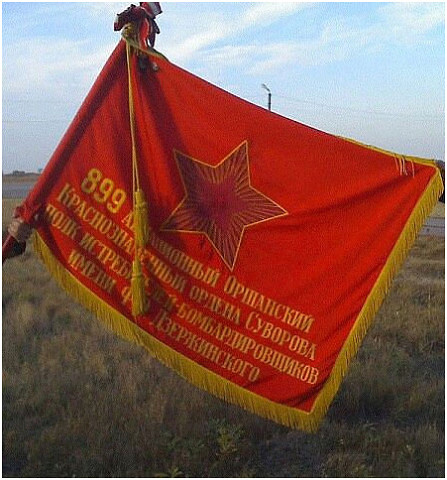
899-й гвардейский Оршанский дважды Краснознамённый ордена Суворова штурмовой авиационный полк им. Ф. Э. Дзержинского

Получил 21 ЛаГГ-3 и 9 июня 1942 года прибыл на Брянский фронт, где произвёл 285 боевых вылетов, провёл 66 воздушных боя, сбил семь самолётов противника; потери полка — девять истребителей ЛаГГ-3, семь лётчиков. В основном действует в районе Старого Оскола. Уже 25 августа 1941 убыл на переформирование, на станцию Сейм Горьковской области, где получил во 2-й запасной авиабригаде 21 Ла-5. C 4 сентября 1942 года действует с аэродрома Средняя Ахтуба, так, 9 сентября ведёт бой у Манина, Бекетовки, Елшанки, прикрывает Сталинград от бомбардировщиков врага. К 24 сентября 1942 года у полка уже не осталось самолётов; укомплектовался вновь северо-восточнее Сталинграда, получил ЛаГГ-3.
15 октября 1942 года перебазировался в район станции Сайхин, южнее озера Эльтон, где личный состав проводил тренировки, одновременно с этим прикрывая железную дорогу в пределах станций Эльтон-Сайхин-Баскунчак. С 24 октября 1942 года до 26 декабря 1942 года действовал на Сталинградском фронте с аэродрома Столяров, в основном прикрывая штурмовики, а 1 декабря 1942 года ещё и разбрасывал листовки. К началу ноября 1942 года в полку почти не оставалось самолётов, были пригнаны новые, полк приступил к активной деятельности с 19 ноября 1941 года. К 26 декабря 1942 года полк в виде штаба и части технического состава убыл на переформирование в Новосибирск в 20-й запасной авиационный полк (всего 42 человека), так что можно говорить фактически о новом формировании полка. Оставшийся личный состав направлен на доукомплектование 4-го и 273-го истребительных полков.
Формировался в основном за счёт состава 5-го истребительного авиационного полка. 26 января 1943 года получил 32 самолёта Як-7б как подарок от башкирских колхозников, самолёты полка так и именовались: «Башкирский колхозник».
Вновь приступил к боевым действиям на Северном Кавказе и Кубани 19 апреля 1943 года и действовал там до 22 июня 1943 года. Так, действовал в районе станицы Крымская, также пятачка Малая земля. Произвёл 700 боевых вылетов, провёл 215 воздушных боёв, сбил 69 самолётов противника. Сдав 25 самолётов Як-7 и два неисправных Як-1 в 611-й истребительный авиационный полк, подразделение отошло в резерв в село Избердей (Шехманский район, Тамбовская область) на отдых и укомплектование. В июле 1943 года убыл на Курскую дугу, где участвовал в боевых действиях с 9 июля 1943 по 3 августа 1943 года, вновь отведён на отдых. Получил 32 истребителя Як-1 и Як-9Т, перелетел на Таманский полуостров, где действует в районах Каховки, Сиваша и в Крыму с 1 сентября 1943 года по 12 мая 1944 года, причём одна из эскадрилий полка действовала в декабре 1943 — феврале 1944 года автономно, с аэродрома в Крыму.

899-й гвардейский Оршанский дважды Краснознамённый ордена Суворова штурмовой авиационный полк им. Ф. Э. Дзержинского. Эмблема полка

После освобождения Севастополя полк сдал оставшиеся 19 самолётов и убыл в Курск. 22 июня 1944 года, имея 43 Як-1, прибыл в село Заольша Витебской области, и действовал оттуда в ходе Белорусской наступательной операции «Багратион». 5 августа 1944 года полк на аэродроме Починки в 20 километрах северо-западнее Каунаса сдал оставшиеся самолёты, и получил в Саратове 30 Як-3.
Поступил в действующую армию 21 ноября 1944 года на аэродром Яблонь Парчеевского уезда (Польша). До 9 января 1945 года выполнял только учебно-тренировочные полёты. С 9 января 1945 года полк принимает участие последовательно в Висло-Одерской и Берлинской операциях. 19 января 1945 года вёл бой в районе Кутно.
Всего за время войны полк произвёл 10360 боевых вылетов с налётом 8709 часов, из них в 1941 году 2080, в 1942 году 802, в 1943 году 2296, в 1944 году 2523, и в 1945 году 2589 вылетов. Сбил 580 самолётов противника, что выводит его на 1-е место среди негвардейских полков ВВС РККА. При этом полк потерял 200 самолётов, 98 лётчиков и 11 техников.
День Победы полк встретил на аэродроме Эльшталь в 20 километрах западнее Берлина.

### Послевоенная история
20 февраля 1949 года полк был переименован в 899-й истребительный авиационный полк в составе 263-й (бывшей 278-й) иад 24-й ВА ГСОВГ
1 июля 1981 года полк преобразован в авиационный полк истребителей-бомбардировщиков на самолётах МиГ-21. На самолёты МиГ-27 полк приступил к переучиванию 3 апреля 1987 года. 1 июля 1993 года полк преобразован в штурмовой авиационный полк на самолётах Су-25.
В связи с расформированием 20-го гвардейского бомбардировочного Краснознамённого авиационного полка 1 мая 1998 года часть личного состава и все регалии переданы 899-му штурмовому авиационному полку. Полк стал именоваться 899-й гвардейский штурмовой Оршанский дважды Краснознамённый ордена Суворова авиационный полк имени Ф. Э. Дзержинского.

## Подчинение
| Дата            | Фронт (округ)            | Армия                | Корпус                                    | Дивизия                                  | Примечания                                          |
| --------------- | ------------------------ | -------------------- | ----------------------------------------- | ---------------------------------------- | --------------------------------------------------- |
| 22.06.1941 года | Северо-Западный фронт    | -                    | -                                         | 8-я смешанная авиационная дивизия        | -                                                   |
| 01.07.1941 года | Северо-Западный фронт    | -                    | -                                         | 8-я смешанная авиационная дивизия        | -                                                   |
| 10.07.1941 года | Северо-Западный фронт    | -                    | -                                         | 8-я смешанная авиационная дивизия        | -                                                   |
| 01.08.1941 года | -                        | -                    | -                                         | 8-я смешанная авиационная дивизия        | на переформировании                                 |
| 01.09.1941 года | Ленинградский фронт      | -                    | -                                         | 8-я истребительная авиационная дивизия   | -                                                   |
| 01.10.1941 года | Ленинградский фронт      | -                    | 7-й истребительный авиационный корпус ПВО | -                                        | -                                                   |
| 01.11.1941 года | Ленинградский фронт      | -                    | 7-й истребительный авиационный корпус ПВО | -                                        | -                                                   |
| 01.12.1941 года | Ленинградский фронт      | -                    | 7-й истребительный авиационный корпус ПВО | -                                        | -                                                   |
| 01.01.1942 года | Резерв Ставки ВГК        | -                    | -                                         | -                                        | -                                                   |
| 01.02.1942 года | Московский военный округ | -                    | -                                         | -                                        | -                                                   |
| 01.03.1942 года | Московский военный округ | -                    | -                                         | -                                        | -                                                   |
| 01.04.1942 года | Московский военный округ | -                    | -                                         | -                                        | -                                                   |
| 01.05.1942 года | Московский военный округ | -                    | -                                         | -                                        | -                                                   |
| 01.06.1942 года | Московский военный округ | -                    | -                                         | -                                        | -                                                   |
| 01.07.1942 года | Брянский фронт           | 2-я воздушная армия  | -                                         | 266-я истребительная авиационная дивизия | какое-то время в июне находился в составе 226-й шад |
| 01.08.1942 года | Московский военный округ | -                    | -                                         | -                                        | на переформировании                                 |
| 01.09.1942 года | Московский военный округ | -                    | -                                         | -                                        | на переформировании                                 |
| 01.10.1942 года | Сталинградский фронт     | 8-я воздушная армия  | -                                         | 287-я истребительная авиационная дивизия | -                                                   |
| 01.11.1942 года | Сталинградский фронт     | 8-я воздушная армия  | -                                         | 226-я штурмовая авиационная дивизия      | -                                                   |
| 01.12.1942 года | Сталинградский фронт     | 8-я воздушная армия  | -                                         | 226-я штурмовая авиационная дивизия      | -                                                   |
| 01.01.1943 года | Сибирский военный округ  | -                    | -                                         | -                                        | на переформировании                                 |
| 01.02.1943 года | Сибирский военный округ  | -                    | -                                         | -                                        | на переформировании                                 |
| 01.03.1943 года | Резерв Ставки ВГК        | -                    | 3-й истребительный авиационный корпус     | 278-я истребительная авиационная дивизия | -                                                   |
| 01.04.1943 года | Резерв Ставки ВГК        | -                    | 3-й истребительный авиационный корпус     | 278-я истребительная авиационная дивизия | -                                                   |
| 01.05.1943 года | Северо-Кавказский фронт  | 4-я воздушная армия  | 3-й истребительный авиационный корпус     | 278-я истребительная авиационная дивизия | -                                                   |
| 01.06.1943 года | Северо-Кавказский фронт  | 4-я воздушная армия  | 3-й истребительный авиационный корпус     | 278-я истребительная авиационная дивизия | -                                                   |
| 01.07.1943 года | Степной военный округ    | 5-я воздушная армия  | 3-й истребительный авиационный корпус     | 278-я истребительная авиационная дивизия | -                                                   |
| 01.08.1943 года | Степной фронт            | 5-я воздушная армия  | 3-й истребительный авиационный корпус     | 278-я истребительная авиационная дивизия | -                                                   |
| 01.09.1943 года | Южный фронт              | 8-я воздушная армия  | 3-й истребительный авиационный корпус     | 278-я истребительная авиационная дивизия | -                                                   |
| 01.10.1943 года | Южный фронт              | 8-я воздушная армия  | 3-й истребительный авиационный корпус     | 278-я истребительная авиационная дивизия | -                                                   |
| 01.11.1943 года | 4-й Украинский фронт     | 8-я воздушная армия  | 3-й истребительный авиационный корпус     | 278-я истребительная авиационная дивизия | -                                                   |
| 01.12.1943 года | 4-й Украинский фронт     | 8-я воздушная армия  | 3-й истребительный авиационный корпус     | 278-я истребительная авиационная дивизия | -                                                   |
| 01.01.1944 года | 4-й Украинский фронт     | 8-я воздушная армия  | 3-й истребительный авиационный корпус     | 278-я истребительная авиационная дивизия | -                                                   |
| 01.02.1944 года | 4-й Украинский фронт     | 8-я воздушная армия  | 3-й истребительный авиационный корпус     | 278-я истребительная авиационная дивизия | -                                                   |
| 01.03.1944 года | 4-й Украинский фронт     | 8-я воздушная армия  | 3-й истребительный авиационный корпус     | 278-я истребительная авиационная дивизия | -                                                   |
| 01.04.1944 года | 4-й Украинский фронт     | 8-я воздушная армия  | 3-й истребительный авиационный корпус     | 278-я истребительная авиационная дивизия | -                                                   |
| 01.05.1944 года | 4-й Украинский фронт     | 8-я воздушная армия  | 3-й истребительный авиационный корпус     | 278-я истребительная авиационная дивизия | -                                                   |
| 01.06.1944 года | Резерв Ставки ВГК        | 8-я воздушная армия  | 3-й истребительный авиационный корпус     | 278-я истребительная авиационная дивизия | -                                                   |
| 01.07.1944 года | 3-й Белорусский фронт    | 1-я воздушная армия  | 3-й истребительный авиационный корпус     | 278-я истребительная авиационная дивизия | -                                                   |
| 01.08.1944 года | 3-й Белорусский фронт    | 1-я воздушная армия  | 3-й истребительный авиационный корпус     | 278-я истребительная авиационная дивизия | -                                                   |
| 01.09.1944 года | 3-й Белорусский фронт    | 1-я воздушная армия  | 3-й истребительный авиационный корпус     | 278-я истребительная авиационная дивизия | -                                                   |
| 01.10.1944 года | Резерв Ставки ВГК        | 6-я Воздушная армия  | 3-й истребительный авиационный корпус     | 278-я истребительная авиационная дивизия | -                                                   |
| 01.11.1944 года | Резерв Ставки ВГК        | -                    | 3-й истребительный авиационный корпус     | 278-я истребительная авиационная дивизия | -                                                   |
| 01.12.1944 года | 1-й Белорусский фронт    | 16-я воздушная армия | 3-й истребительный авиационный корпус     | 278-я истребительная авиационная дивизия | -                                                   |
| 01.01.1945 года | 1-й Белорусский фронт    | 16-я воздушная армия | 3-й истребительный авиационный корпус     | 278-я истребительная авиационная дивизия | -                                                   |
| 01.02.1945 года | 1-й Белорусский фронт    | 16-я воздушная армия | 3-й истребительный авиационный корпус     | 278-я истребительная авиационная дивизия | -                                                   |
| 01.03.1945 года | 1-й Белорусский фронт    | 16-я воздушная армия | 3-й истребительный авиационный корпус     | 278-я истребительная авиационная дивизия | -                                                   |
| 01.04.1945 года | 1-й Белорусский фронт    | 16-я воздушная армия | 3-й истребительный авиационный корпус     | 278-я истребительная авиационная дивизия | -                                                   |
| 01.05.1945 года | 1-й Белорусский фронт    | 16-я воздушная армия | 3-й истребительный авиационный корпус     | 278-я истребительная авиационная дивизия | -                                                   |

## Командиры
- Зеленцов, Виктор Владимирович, майор 06.38 — 07.38
- майор Бобрик, Владимир Лукич, 09.39 — 06.42
- Калачёв, Владимир Николаевич, майор 06.42 — 28.06.42 (погиб, совершив таран)
- Тарасов, Павел Тимофеевич, капитан, 28.06.42 — 12.42
- майор, подполковник Николай Васильевич Исаков, 01.43 — 04.45

## Участие в сражениях и битвах

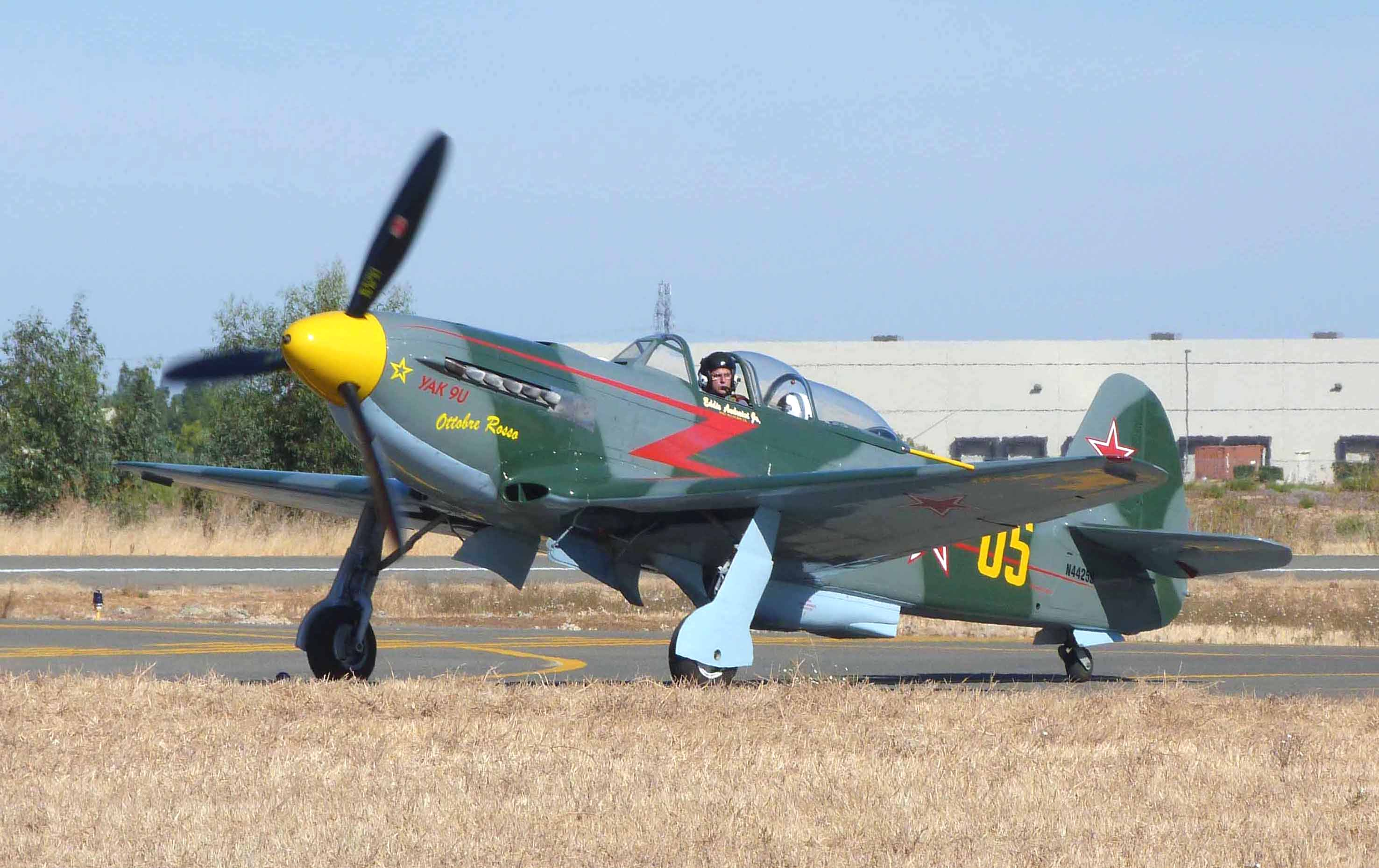
Як-9У

- Касторненская оборонительная операция — с 28 июня 1942 года по 24 июля 1942 года
- Валуйско-Россошанская оборонительная операция — с 28 июня 1942 года по 24 июля 1942 года
- Воздушное сражение на Кубани[10] с 17 апреля 1943 года по 7 июня 1943 года
- Белгородско-Харьковская стратегическая наступательная операция[10] с 3 августа 1943 года по 23 августа 1943 года
- Донбасская операция[10] с 1 сентября 1943 года по 22 сентября 1943 года
- Мелитопольская операция[10] с 26 сентября 1943 года по 5 ноября 1943 года
- Никопольско-Криворожская[10] с 30 января 1944 года по 29 февраля 1944 года
- Крымская операция[10] с 8 апреля 1944 года по 12 мая 1944 года
- Белорусская операция «Багратион»[10] с 23 июня 1944 года по 29 августа 1944 года
- Вильнюсская фронтовая наступательная операция[10] с 5 июля 1944 года по 20 июля 1944 года
- Каунасская наступательная операция[10] с 28 июля 1944 года по 28 августа 1944 года
- Висло-Одерская операция с 12 января 1945 по 3 февраля 1945 года
- Варшавско-Познанская наступательная операция с 14 января 1945 года по 3 февраля 1945 года
- Восточно-Померанская операция[10] с 10 февраля 1945 года по 20 марта 1945 года
- Берлинская наступательная операция[10] с 16 апреля 1945 года по 8 мая 1945 года

## Награды и наименования
| Награда                    | Дата                            | За что получена |
| -------------------------- | ------------------------------- | --- |
| имени Ф. Э. Дзержинского   | по преемственности (03.08.1925) | - |
| «Оршанский»                | 06.07.1944                      | за отличие боях за овладение городом и оперативно важным железнодорожным узлом Орша |
| Орден Красного Знамени     | 25.07.1944                      | за образцовое выполнение боевых заданий командования в боях с немецкими захватчиками при овладении городом Вильнюс и проявленные при этом доблесть и мужество                                                                  |
| Орден Суворова III степени | 28.05.1945                      | за образцовое выполнение боевых заданий командования в боях с немецкими захватчиками, за обеспечение успешных боевых действий 1-й и 2-й танковых армий в Варшавской, Познанской, Одерской, Берлинской и на реке Эльба операций |

## Отличившиеся воины полка

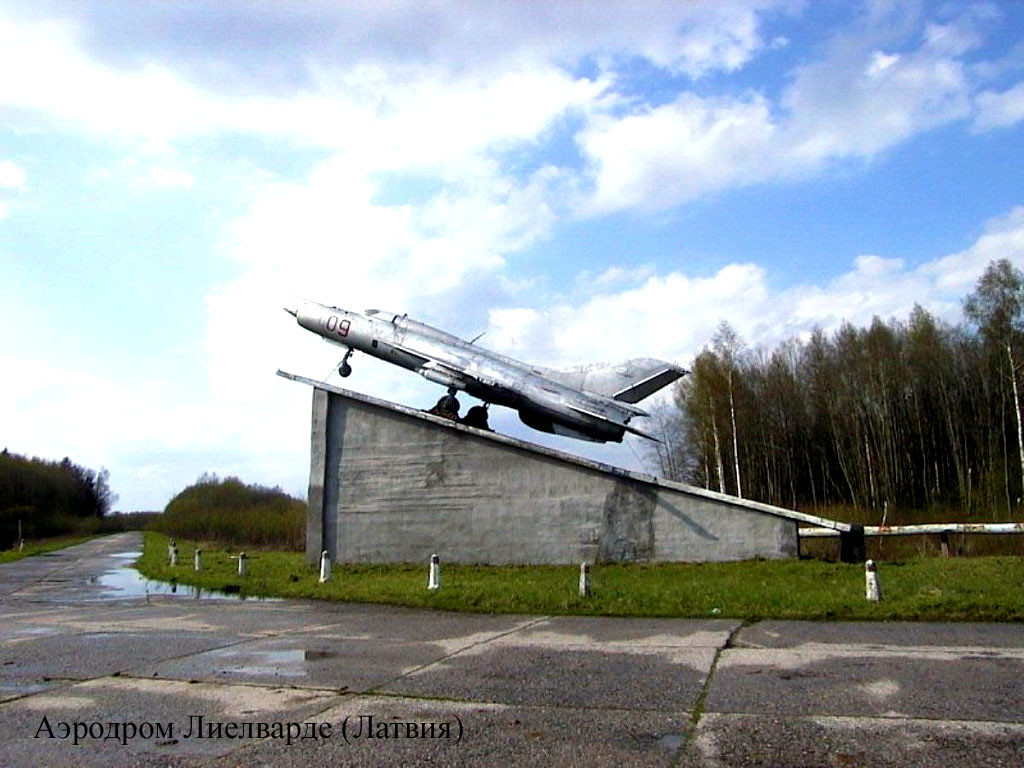
899-й гвардейский Оршанский дважды Краснознамённый ордена Суворова штурмовой авиационный полк им. Ф. Э. Дзержинского. Постамент МиГ-21 на аэродроме Лиерварде

| Награда | Ф. И. О.                         | Должность                        | Звание            | Дата награждения                                                                                   | Данные о вылетах                                                                                     | Примечания                                                        |
| ------- | -------------------------------- | -------------------------------- | ----------------- | -------------------------------------------------------------------------------------------------- | --- | ----------------------------------------------------------------- |
|         | Климов, Василий Владимирович     | штурман полка                    | капитан           | к моменту представления 263 боевых вылета, 65 воздушных боя, лично сбил 22 самолётов и 2 в группе. | 15.05.1946                                                                                           | -                                                                 |
|         | Калачёв, Владимир Николаевич     | командир полка                   | майор             | -                                                                                                  | 29.08.1939                                                                                           | награждён в составе другого соединения, 28.06.1942 совершил таран |
|         | Моргунов, Сергей Николаевич      | командир эскадрильи              | лейтенант         | всего за время войны 350 боевых вылета, лично сбил 27 самолётов и 16 в группе.                     | 15.06.1946                                                                                           | -                                                                 |
|         | Ситковский, Александр Николаевич | заместитель командира эскадрильи | старший лейтенант | -                                                                                                  | всего за время войны 269 боевых вылетов, сбил лично 21 (один из них — тараном) и в группе 2 самолёта | -                                                                 |
|         | Слизень, Леонтий Николаевич      | заместитель командира эскадрильи | майор             | 13.04.1944                                                                                         | всего за время войны 160 боевых вылетов, 50 воздушный боёв, сбил лично 31 самолёт                    | кроме того, 23.01.1944 совершил таран                             |
|         | Сувиров, Виктор Иванович         | командир авиаэскадрильи          | капитан           | 13.04.1944                                                                                         | 122 боевых вылетов, 32 воздушный боёв, сбил лично 14 самолётов                                       | -                                                                 |
|         | Токарев, Николай Павлович        | командир звена                   | лейтенант         | -                                                                                                  | - | 13.09.1942 совершил таран                                         |

## Память
- Военно-исторический музей боевой славы школы № 3 г. Набережные Челны